# Senna burkartiana
Senna burkartiana là một loài thực vật có hoa trong họ Đậu. Loài này được (Villa) H.S.Irwin & Barneby miêu tả khoa học đầu tiên.